# Међународна бискупска конференција Светог Ћирила и Методија
Међународна бискупска конференција Светог Ћирила и Методија је католичка бискупска конференција која укључује Србију, Црну Гору и Сјеверну Македонију у прекограничну конференцију.
Стални чланови су католички бискупи и надбискупи из три земље. Два бискупа су овлашћена (апостолски егзархат) за јурисдикцијске области византијског обреда.
Предсједавајући конференције од 2016. је зрењанински бискуп Ласло Немет.
Конференција је чланица Савјета европских бискупских конференција.

## Предсједавајући
- Станислав Хочевар (2004—2011)
- Зеф Гаши (2011—2016)
- Ласло Немет (од 2016)

## Чланови
Србија:
- надбискуп Станислав Хочевар — Београдска надбискупија
- бискуп Славко Вечерин — Суботичка бискупија
  - бискуп-емеритус Јанош Пензеш
- бискуп Ласло Немет — Зрењанинска бискупија
- бискуп Ђуро Гашпаровић — Сремска бискупија
- бискуп Ђура Џуџар — Крстурска гркокатоличка епархија
- бискуп Дода Ђерђија — Призренско-приштинска бискупија (уздигнута из Апостолске администрације 2018)

Црна Гора:
- надбискуп Рок Ђонлешај — Барска надбискупија
  - надбискуп-емеритус Зеф Гаши
- бискуп Иван Шториња — Которска бискупија
  - бискуп-емеритус Илија Јањић

Сјеверна Македонија:
- бискуп Киро Стојанов — Скопска бискупија и Струмичко-скопска гркокатоличка епархија